# Плоска (Пермский край)
Плоска — деревня в Большесосновском районе Пермского края. Входит в состав Черновского сельского поселения.

## География
Расположена на левом берегу реки Сива, примерно в 7,5 км к юго-западу от административного центра поселения, села Черновское.

## Население
| 2010 |
| ---- |
| 92   |

## Улицы[2]
- Набережная ул.
- Советская ул.
- Центральная ул.

## Топографические карты
- Лист карты O-40-86 Черновское. Масштаб: 1 : 100 000. Состояние местности на 1983 год. Издание 1984 г.